# Jennifer Lyons

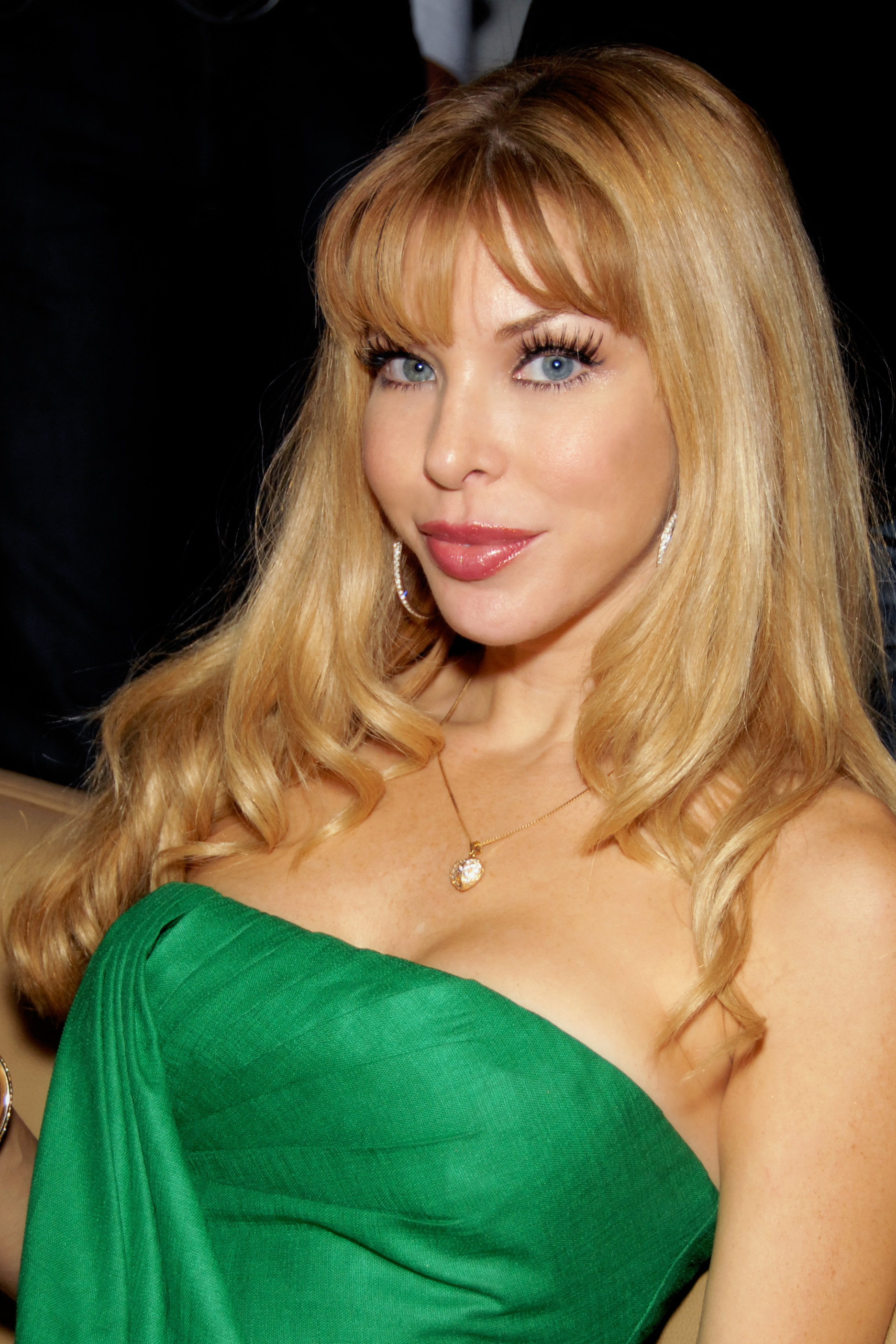
Jennifer Lyons (2008)

Jennifer Lyons (* 6. August 1977 in Pasadena, Kalifornien) ist eine US-amerikanische Schauspielerin.

## Leben
Lyons wuchs in Pasadena auf. Sie studierte Tanzkunst und debütierte in einer Folge der Fernsehserie Beverly Hills, 90210 aus dem Jahr 1995. Im Abenteuerfilm Tiger Heart (1996) spielte sie eine der größeren Rollen. Nach einigen Nebenrollen und Gastauftritten in Fernsehserien spielte sie 1999 in der Horrorkomödie Tequila Body Shots. Im Thriller Altar des Satans war sie 2001 neben Elena Lyons zu sehen. Weitere Rollen übernahm sie in den Komödien Roomies aus dem Jahr 2004 und Holyman Undercover aus 2010. Im gleichen Jahr war sie in der Fernsehserie General Hospital zu sehen.

## Filmografie (Auswahl)
- 1995: Beverly Hills 90210 (Fernsehserie, 1 Episode)
- 1996: Ninja Kids 5: Tiger Heart
- 1996: Eine schrecklich nette Familie (Married... with Children, 3 Episoden)
- 1997: Auf schlimmer und ewig (Unhappily Ever After, 1 Episode)
- 1997: Breast Men
- 1997: Ein Duke kommt selten allein – Familientreffen der Chaoten (The Dukes of Hazzard: Reunion!)
- 1998: Picture of Priority
- 1998: Dharma & Greg (Fernsehserie, 1 Episode)
- 1998: Ich kann’s kaum erwarten! (Can't Hardly Wait)
- 1999: Soccer Dog – Ein Hund bleibt am Ball (Soccer Dog: The Movie)
- 1999: Veronica (Fernsehserie, 1 Episode)
- 1999: Tequila Body Shots
- 1999–2001: Die wilden Siebziger (That '70s Show, 3 Episoden)
- 2000: Jack Frost 2 – Die Rache des Killerschneemanns (Jack Frost 2: Revenge of the Mutant Killer Snowman)
- 2001: Altar des Satans (Devil's Prey)
- 2003: College Animals – Wilder geht’s (N)immer! (National Lampoon Presents Dorm Daze)
- 2003: Monk (Fernsehserie, 1 Episode)
- 2004: To Kill a Mockumentary
- 2004: Navy CIS (Fernsehserie, 1 Episode)
- 2004: Wild Roomies
- 2005: Old Man Music (Kurzfilm)
- 2005: Malcolm mittendrin (Fernsehserie, S6E10)
- 2008: Killer Pad
- 2006: College Animals 2 – Wilde Studenten auf hoher See (National Lampoon’s Dorm Daze 2)
- 2006: Desperate Housewives (Fernsehserie, 1 Episode)
- 2007: Las Vegas (Fernsehserie, 1 Episode)
- 2008: The Starter Wife – Alles auf Anfang (The Starter Wife, 1 Episode)
- 2008: College Vampires
- 2009: Say Hello to Stan Talmadge
- 2010: Holyman Undercover
- 2010: General Hospital (Fernsehserie, 3 Episoden)
- 2010: The Love Affair (Kurzfilm)
- 2011: Return of the Killer Shrews
- 2011: The Gold Rush Boogie
- 2012: The Amazing Spider-Man
- 2013: The Book of Esther
- 2014: Scream at the Devil
- 2014: Ladybug
- 2016: Hitting the Breaks (Fernsehserie, 10 Episoden)
- 2017: Crashing (Fernsehserie, 1 Episode)
- 2018: Around The World in 80 Screams (Fernsehserie, 1 Episode)
- 2018: Malibu Dan the Family Man (Fernsehserie, 4 Episoden)